# ويليام كريستي
ويليام كريستي (بالإنجليزية: William Christie)‏ هو سياسي بريطاني (وحمل سابقاً جنسية المملكة المتحدة لبريطانيا العظمى وأيرلندا)، ولد في 1913، وتوفي في 10 أغسطس 2008. حزبياً، نشط في حزب ألستر الوحدوي.